# Маркиз дель Грилло
«Маркиз дель Гри́лло» (итал. Il Marchese del Grillo) — итальянская кинокомедия 1981 года, снятая режиссёром Марио Моничелли. Фильм участвовал в конкурсной программе 32-го Берлинского международного кинофестиваля.

## Сюжет
Фильм является вольной интерпретацией истории реального человека, жившего в XVIII веке маркиза Онорио дель Грилло. Сюжет фильма построен на классическом приёме — подмене человека из высшего общества похожим на него человеком из другого класса. В этом фильме маркиз дель Грилло ради развлечения меняется местами с пьяницей угольщиком Гасперино. Обоих героев играет Альберто Сорди.

## В ролях
- Альберто Сорди — маркиз дель Грилло, Гасперино
- Флавио Буччи — дон Бастьяно
- Камилло Милли — кардинал-секретарь
- Пьетро Торди — Теренцио дель Грилло
- Леопольдо Триесте — дон Сабино
- Паоло Стоппа — папа Пий VII
- Анджела Кампанелла — Фаустина

## Съёмочная группа
- Режиссёр: Марио Моничелли
- Продюсер: Ренцо Росселлини
- Сценаристы: Леонардо Бенвенути, Пьеро Де Бернарди, Марио Моничелли
- Композитор: Никола Пьовани
- Оператор: Серджо Д’Оффици

## Награды и номинации
- 32-й Берлинский международный кинофестиваль
  - Победа: Серебряный медведь за лучшую режиссёрскую работу (Марио Моничелли)
  - Номинация: Золотой медведь (лучший фильм)
- Давид ди Донателло 1982
  - Победа: Лучшая художественная постановка (Лоренцо Баральди)
  - Победа: Лучший художник по костюмам (Джанна Джисси)
  - Номинация: Лучший фильм
  - Номинация: Лучший продюсер (Джованни Де Фео, Gaumont e Opera)
  - Номинация: Лучшая мужская роль (Альберто Сорди)
  - Номинация: Лучшая мужская роль второго плана (Паоло Стоппа)
  - Номинация: Лучшая операторская работа (Серджо Д’Оффици)
- Серебряная лента
  - Победа: Лучший сценарий
  - Победа: Лучшая мужская роль второго плана (Паоло Стоппа)
  - Победа: Лучшая художественная постановка (Лоренцо Баральди)
  - Победа: Лучший художник по костюмам (Джанна Джисси)